# Mario Konrad
Mario Konrad (* 22. Jänner 1983 in Wien) ist ein österreichischer Fußballspieler und -trainer.

## Karriere

### Spielerkarriere
Mario Konrad begann seine Karriere beim Nachwuchs des SK Rapid Wiens und dem VfB Stuttgart, sowie seinem Stammklub SV Leobendorf in Niederösterreich. 2001 unterschrieb er beim SC Schwarz-Weiß Bregenz seinen ersten Profivertrag. Nach drei Jahren in Bregenz wechselte Konrad 2004 für ein Jahr zur Kapfenberger SV in die Erste Liga. Von 2005 bis 2007 spielte er beim LASK. Ab der Saison 2007/08 stand er beim deutschen Regionalligisten SpVgg Unterhaching unter Vertrag. Nach nur einem Jahr wechselte Konrad zum Bundesligisten SCR Altach, wo er 33 Spiele absolvierte und sechs Tore erzielte.
In der Saison 2009/10 wechselte Konrad zum SK Rapid Wien. Am 2. August 2009 gelang Konrad sein erstes Tor für Rapid gegen SK Austria Kärnten. Nachdem man Konrad im Sommer 2010 seitens Rapid wieder verkaufen wollte, jedoch keinen Abnehmer fand, trainierte er seither nur noch mit der Amateurmannschaft mit. Im November schien er überraschend erstmals wieder im Kader der Wiener auf, bestritt jedoch bisher noch keinen Einsatz 2010/11. Nach Ende der Saison unterschrieb Konrad beim Regionalligisten SV Horn. Mit Horn konnte er den Aufstieg in die Erste Liga schaffen, wechselte jedoch im Sommer 2012 überraschend zum FC Liefering, dem Farmteam von FC Red Bull Salzburg. Im Winter der Saison 2013/2014 wechselte Mario Konrad in die 1. NÖ-Landesliga zum SV Leobendorf.
Im Sommer 2019 wechselte er zum viertklassigen First Vienna FC. Mit der Vienna stieg er am Ende der Saison 2020/21 in die Regionalliga und dann am Ende der Saison 2021/22 in die 2. Liga auf. Die Rückkehr in den Profibereich machte Konrad jedoch nicht mehr mit und daher kehrte er zur Saison 2022/23 wieder zu seinem Heimatklub Leobendorf in die Regionalliga zurück, wo er mitunter als Mannschaftskapitän im Einsatz war. Nach einem Jahr in der Heimat wechselte der 40-Jährige im Sommer 2023 zum Landesligisten SV Stockerau.

### Trainerkarriere
Bereits während seiner Zeit beim SK Rapid Wien fungierte Konrad als Nachwuchstrainer bei seinem Heimatklub, dem SV Leobendorf. Im Jahr 2016 erhielt Konrad die ÖFB-D-Lizenz, ein Jahr später folgte die UEFA-C-Lizenz. Seine UEFA-B-Trainerlizenz erhielt er schließlich im September 2019. Kurz davor hatte er von 2018 bis 2019 über mehrere Monate hinweg als Individualtrainer beim SV Leobendorf gearbeitet. Seit Sommer 2024 ist als Spielertrainer beim ASV Asparn/Zaya mit Spielbetrieb in der achtklassigen 2. Klasse Pulkautal tätig und setzt sich als solcher auch regelmäßig bei Pflichtspielen ein.

## Berufslaufbahn
Zwischen Mai 2015 und November 2017 arbeitete Konrad im Marketingbereich des Maschinen- und Anlagenbauers Haas Food Equipment GmbH und absolvierte parallel dazu zwischen 2017 und 2018 Kurse an der OfG / Online-Schule für Gestaltung. Im Frühjahr 2018 gründete er zusammen mit Nicole Öttl MN Austria à la carte, eine Internetpräsenz über regionalen Lifestyle in Österreich. Nebenbei arbeitet Konrad seit dieser Zeit als freier Grafiker unter dem Namen MK Designs und war unter anderem von Sommer 2018 bis Sommer 2019 als Grafiker bei der Kuwopa Kastenhofer GesmbH angestellt.
Neben seiner Zeit bei der Vienna arbeitet Konrad seit August 2020 bei der Müllabfuhr der Stadt Wien (MA 48).